# اختبار دوركان

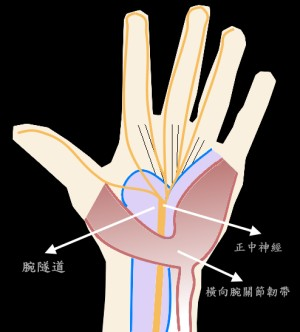

اختبار دوركان (بالإنجليزية: Durkan's test) هو إجراء طبي لتشخيص مريض مصاب بمتلازمة النفق الرسغي. وهو شكل جديد من علامة تينيل التي اقترحها دوركان في عام 1991.

## الطريقة
يضغط الفاحص بالإبهام على النفق الرسغي لمدة 30 ثانية. وتكون نتيجة الاختبار إيجابية إذا بدأ الألم أو التنميل في أماكن توزيع العصب المتوسط في غضون 30 ثانية.

## الدقة
في دراسات دقة التشخيص، تراوحت حساسية اختبار دوركان من 87٪ إلى 91٪، وخصوصيته من 90٪ إلى 95٪.

## مقارنة
اختبار دوركان أكثر حساسية من علامة تينيل، واختبار فالين.